# Manuel Cortez
Manuel Cortez (né à Fribourg-en-Brisgau le 24 mai 1979) est un acteur de télévision germano-portugais.

## Biographie
Il est principalement connu pour son interprétation du personnage de Renaud Kowalski (ou Robert alias Rokko dans la version originale) dans la série Le Destin de Lisa (diffusée sur TF1 à compter du 8 janvier 2007).  Lors de la saison spécial Noël 2013, il arrive 4e de la sixième saison de Dancing with the Stars avec la danseuse roumaine Oana Nechiti.

## Filmographie
- 2001 : Engel et Joe de Vanessa Jopp (de)
- 2002 : Les Poissons sauteurs (Fickende Fische) de Almut Getto : Alf
- 2004 : Autoroute racer (Autobahnraser) de Michael Keusch : Bülent - Smart Brabus
- 2004 : La Nuit des loosers vivants (Die Nacht der lebenden Loser) de Mathias Dinter : Wurst
- 2006 : Asudem de Daryush Shokof : Vampire
- 2006 : Lauf der Dinge de Rolf S. Wolkenstein : Richie
- 2008 : Mel & Jenny (Mein Freund aus Faro) de Nana Neul : Nuno
- Miss Ibiza : Mark

### Télévision
- Mission sauvetage : Pablo
- 2001 : Un vrai coup de foudre : le fiancé de l'héroïne
- 2002 : Anges de choc
- 2005 : Le Destin de Lisa : Renaud Kowalski ou Rokko (dans la version allemande)
- 2008 : Vengeance d'outre-tombe : Eike Oswald
- 2014 : Alerte Cobra (Alarm für Cobra 11),  épisode Diamants de sang : Flo